# NK Croatia Velimirovac
NK Croatia je nogometni klub iz Velimirovca nedaleko Našica u Osječko-baranjskoj županiji.
Klub je osnovan 1948. i član je Nogometnog središta Našice.
Uz seniorski sastav, natječu se juniori i pioniri, a aktivni su i veterani koji igraju prijateljske utakmice s ekipama iz okolnih mjesta.
Klub je u sezoni 2011./12. osvojio naslov prvaka 2. ŽNL Našice i pobjedom u kvalifikacijama plasirao se u 1. ŽNL Osječko-baranjsku.
Nakon ispadanja iz 1. ŽNL, klub se od sezone 2015./16. ponovno natječe u 2. ŽNL NS Našice. 
Klub je nakon sezone 2019/20. kvalifikacijama 5 klubova izborio 1. mjesto te se od sezone 2020./2021. natječe u 1. ŽNL Osječko-baranjska.

## Uspjesi kluba
- 2005./06. – prvak LNS Našice
- 2011./12. – prvak 2. ŽNL Našice
- 2019./20. – prvak 2. ŽNL Našice

## Vanjske poveznice
- https://www.facebook.com/nkcroatia.velimirovac